# Parashqevi Qiriazi
Parashqevi Qiriazi, znana tudi kot Paraskevi D. Kyrias, albanska učiteljica * 2. junij 1880, 17. december 1970
Parashqevi Qiriazi, iz družine Kyrias, je svoje življenje posvetila albanski abecedi in pisanju navodil za pisni albanski jezik. Bila je udeleženka Manastirskega kongresa, ki je odločal o obliki albanske abecede. in Bila je ustanoviteljica ženskega združenja Yll' i Mengjesit. Parashqeva je bila tudi udeleženka pariške mirovne konference leta 1919 kot članica albansko-ameriške skupnosti. Bila je sestra Sevasti Qiriazi, ki je bila ravnateljica prve albanske šole za dekleta v Korči, odprte leta 1891.

## Biografija
Parashqeva se je rodila v Monastiru (danes Bitola, v vilajetu Manastir v Otomanskem cesarstvu (današnja Severna Makedonija).  Ko je imela komaj 11 let, je začela pomagati svojemu bratu Gjerasimu Qiriaziju in sestri Sevasti Qiriazi pri poučevanju deklet v pisni albanščini v prvi šoli za dekleta v Albaniji, Dekliški šoli (albansko Shkolla e Vashave), ki so jo odprli 15. oktobra 1891.
Kasneje je študirala na Robert College v Istanbulu. Po diplomi je odšla v Korčo, da bi skupaj s svojo sestro Sevasti delala kot osnovnošolska učiteljica v Mësonjëtorji, prvi albanski šoli, ki je bila odprta leta 1887.
Leta 1909 je izdala abecedarij za ljudske šole. Čeprav je Monastirski kongres odločal o novi abecedi, sta bili v njenem abecedarju še vedno prisotni dve različici abecede, kar kaže na to, kako krhek je bil konsenz kongresa. Vendar pa je ob abecedariju izdala nekaj zelo znanih verzov v bran novi albanski abecedi:
| toskovsko narečje | slovensko                                                                                           |
| --- | --------------------------------------------------------------------------------------------------- |
| Armiqëtë o shqipëtarë, Po perpiqenë Shkronjat turçe dhe greqishte, të na apënë; Le t'i mbajnë ata per vetëhe; Kemi tonatë. | Sovražniki Albancev, Poskušajo Turške in grške črke nam dati; Naj obdržijo te črke; Mi imamo svoje. |